# طابع الملصق

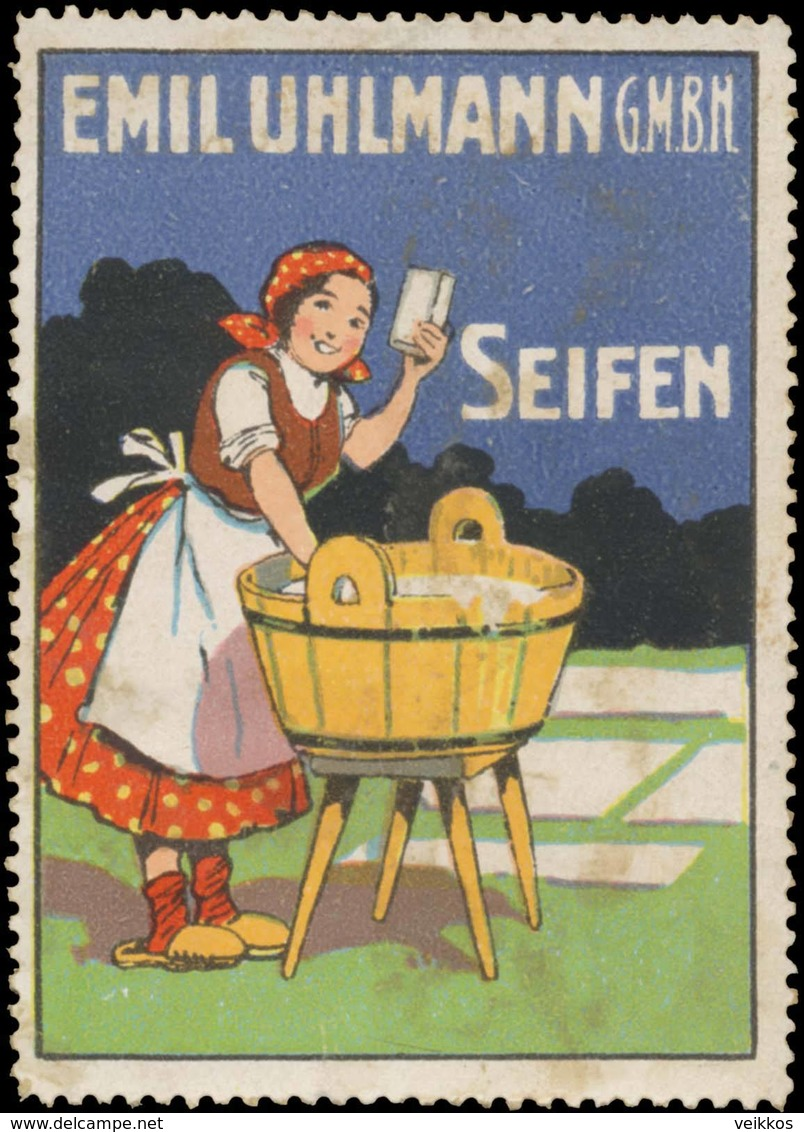
طابع ملصق اعلاني استعمل في 1900-1910

طابع الملصق، وهو عبارة عن ملصق إعلاني، أكبر بقليل من معظم طوابع البريد، انتشر في منتصف القرن التاسع عشر وسرعان ما أصبح هوساً في جمع الطوابع، وازدادت شعبيته حتى زمن الحرب العالمية الأولى ثم انخفضت بحلول الحرب العالمية الثانية حتى كاد أن يُنسى إلا من قبل هواة جمع طوابع السندريلا.

## تعريف
ومصطلح "طابع الملصق" هو كما يوحي اسمه طابع مطبوع عليه تصميم ملصق فاز بجائزة في مسابقة ملصقات. فعلى سبيل المثال، قامت مدينة نيوارك، في ولاية نيوجيرسي، من أجل الاحتفال بالذكرى الـ250 للمدينة 1666-1916، بتنظيم لجنة المائة في عام 1915 لمسابقة ملصقات دعت فيها عشرة من فناني الملصقات المعروفين عالمياً للتنافس فيما بينهم في المنتدى العام ولمن يرغب في الاشتراك في المسابقة. فاز بالجائزة الأولى أدولف ترايدلر بالملصق رقم 56، وفاز بالجائزة الثانية هيلين درايدن بالملصق رقم 19، وفاز بالمركز الثالث الملصق رقم 24، الذي رسمه أ. إ. فورنجر وأصبح الملصق رقم 24 الذي رسمه أ. إ. فورنجر مجرد طوابع ملصقات من هذا القبيل صنعتها شركة نيوارك للطباعة الحجرية. وقد أدت الطبيعة غير الرسمية لطوابع الملصقات إلى إثارة جدل حول ماهية طابع الملصق وما ليس بطابع ملصق. فكان أحد التعريفات هو "الملصقات التي لا تحمل قيم طوابع بريدية ولا تصلح للخدمة البريدية؛ تعتبر ملصقات إعلانية أو ملصقات خيرية."

## التاريخ

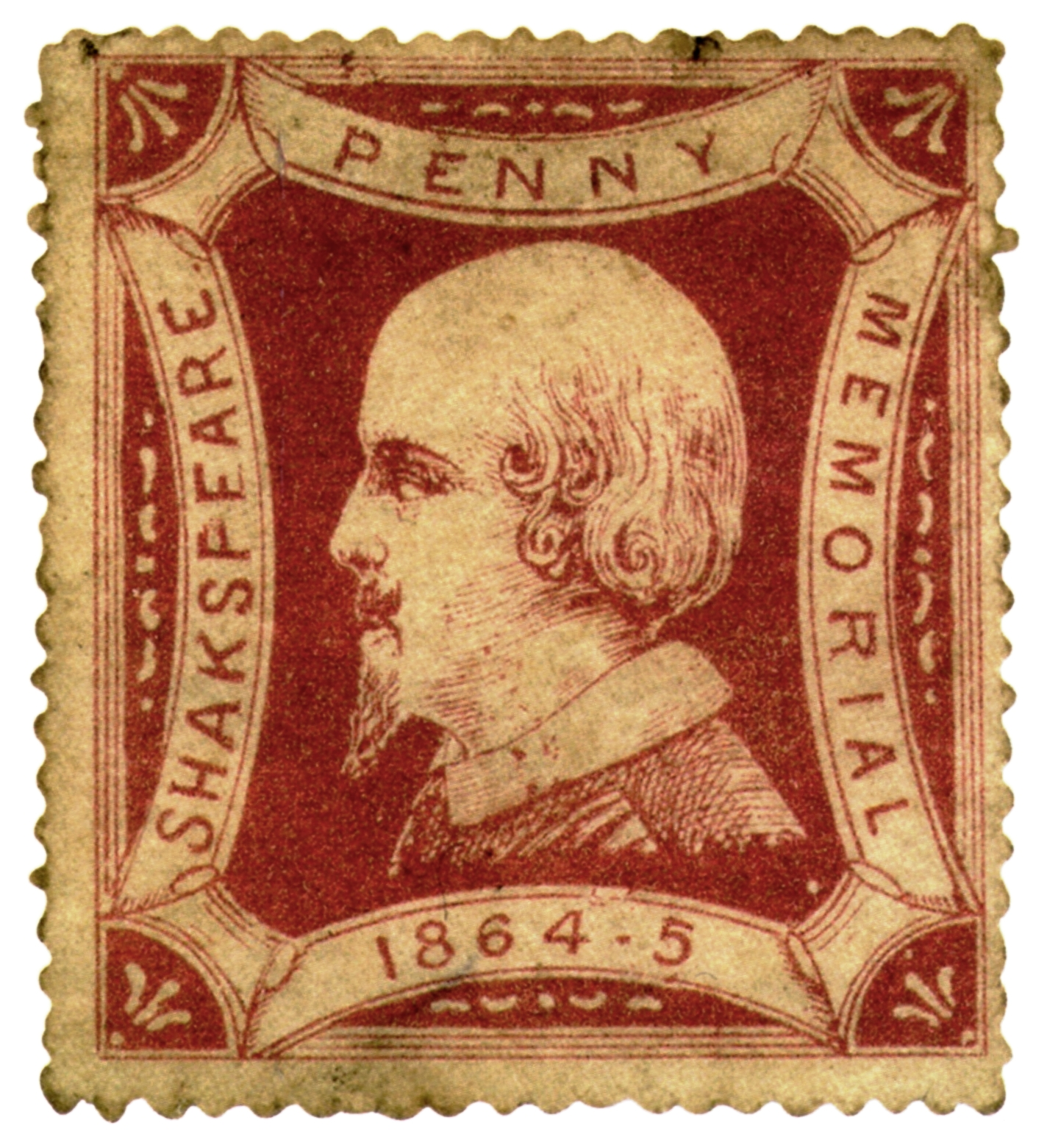
طابع ملصق اعلاني يحمل صورة شكسبير سنة 1864

استوحيت أولى طوابع الملصقات من اختراع الطابع البريدي. فقد أُنتج ملصق مثقوب في إنجلترا عام 1864 للاحتفال بالذكرى الـ300 لميلاد شكسبير، وفي إيطاليا أُنتج ملصق في عام 1860 للاحتفال بحملة غاريبالدي إلى صقلية أثناء حملة توحيد إيطاليا. وسرعان ما أدركت الشركات التجارية إمكانيات الدعاية في الطوابع البريدية وسرعان ما اعتمدت للترويج لكل أنواع المنتجات والقضايا. كما استُعملت طوابع الملصقات على نطاق واسع من كلا الجانبين خلال الحرب العالمية الأولى كدعاية سياسية. استعملت الفاشية في إيطاليا (1922-1943) طوابع الملصقات، وأحياناً الطوابع العادية، لزيادة شعبية الرحلات الجوية الجماعية الإيطالية: Crociera Aviatoria del Mediterraneo Orientale 1929؛ وCrociera Aerea Aerea Italia-Brasile 1930؛ وCrociera Aerea del Decennale 1933.

## الاستعمالات
وفي أواخر عقد الثلاثينيات من القرن العشرين كانت لا تزال تُستخدم للترويج للقضايا السياسية وغيرها من القضايا. في عام 1937، نشرت إيرين هاراند سلسلة من طوابع الملصقات المناهضة للنازية التي تصور المساهمات التي قدمها اليهود للحضارة على مر القرون. لا تزال الملصقات اللاصقة من جميع الأنواع التي ليست طوابع بريدية تُنتج اليوم للترويج لقضايا أو أحداث معينة.

## اعادة إحياء الطريقة القديمة للطوابع
في عام 2017، أطلق اثنان من مصممي مجلة Plazm (المجلة) لشركة بورتلاند للطوابع البريدية لأجل احياء تقليد طوابع الملصقات باستعمال معدات التثقيب القديمة. وقد عرضت طوابعهما التي تم إحياؤها في خدمة الاشتراك الشهري Mail More Love، والتي ظهرت في مجلة أوبرا.